# 雑人
雑人（ぞうにん）とは、平安時代から鎌倉時代において使われた用語で、「身分が低い者」を意味する。用法としては一般庶民を指す場合、主家に隷属して雑事に従事・動産扱いで売買・譲渡の対象とされた賎民を指す場合の2種類ががある。雑人がいた末期である鎌倉時代に入ると、公家及び武士・侍・郎党身分を持たない全ての者（庶民・賎民）を一括して「雑人」もしくは凡下（ぼんげ）・甲乙人（こうおつにん）と称して区別するようになった。そして、後に問注所の下に雑人同士の訴訟のみを扱う雑人奉行という役職が設置された。